# Ортіджія
Ортіджія (сиц. Ortìggia) — невеликий острів у бухті, поруч із містом Сіракуза. Місто з островом поєднують 3 мости.

## Давньогрецька міфологія
- Ортігія (грец. Ortygia) — первісна назва острова Делос;
- Ортігія — одне з імен богині Артеміди, що народилася на цьому острові.